# NGC 5464
NGC 5464 ist eine Balkenspiralgalaxie mit ausgeprägten Emissionslinien vom Hubble-Typ SBm im Sternbild Wasserschlange und 115 Millionen Lichtjahre von der Milchstraße entfernt.
Sie wurde am 30. März 1835 von John Herschel mit einem 18-Zoll-Spiegelteleskop entdeckt, der dabei „pF, S, R, pslbM, 15 arcseconds“ notierte.

## NGC 5464-Gruppe (LGG 375)
| Galaxie   | Alternativname | Entfernung/Mio. Lj |
| --------- | -------------- | ------------------ |
| NGC 5464  | PGC 50356      | 115                |
| NGC 5494  | PGC 50732      | 111                |
| PGC 50799 | ESO 446-031    | 113                |